# 湖北紫荆
湖北紫荆（学名：Cercis glabra）为豆科紫荆属的植物，为中国的特有植物。分布于中国大陆的贵州、广东、陕西、广西、安徽、四川、浙江、湖南、河南、湖北、云南等地，生长于海拔600米至1,900米的地区，多生于山谷、山地疏林、路边、密林中和岩石上，目前尚未由人工引种栽培。

## 别名
箩筐树（湖北西部、四川东部） 乌桑树（鄂西北、河南） 云南紫荆（中国主要植物图说）

## 异名
- Cercis yunnanensis Hu et Cheng